# Virgil (luchador)
Michael Jones (Wilkinsburg, Pensilvania, 7 de abril de 1951-Canonsburg, Pensilvania, 28 de febrero de 2024), conocido como Virgil, fue un luchador profesional y actor estadounidense. Es recordado por haber trabajado para la empresa World Wrestling Federation (WWF), donde se presentó como asistente personal de Ted DiBiase.
En sus cuatro años en la World Championship Wrestling (WCW), luchó con los nombres de ring Vincent, Curly Bill, Shane y Mr. Jones; donde principalmente fue miembro de la nWo. Desde su retiro, Jones siguió siendo parte de la cultura popular, donde se volvió relevante en las redes sociales como tema de memes virales.

## Primeros años
Michael Jones nació el 7 de abril de 1951 en Wilkinsburg, Pensilvania, siendo hijo de Warren Jones Sr. y Elizabeth Jones. Tuvo dos hermanos mayores, Warren Jr. y Donald, y una hermana.
Asistió a la universidad Virginia Union y jugó como defensa para el equipo de fútbol universitario. También luchó como amateur. Más tarde, trabajó en la empresa de carga y mudanzas de su tío y comenzó a participar en competencias de fisicoculturismo. Después de un encuentro casual con Tony Atlas en un gimnasio de Pittsburgh, Atlas lo recomendó a Pro Wrestling en 1985. Ese mismo año, comenzó a entrenar con Afa de The Wild Samoans.

## Carrera

### Inicios (1985–1987)
Jones comenzó a luchar profesionalmente como Soul Train Jones en Championship Wrestling Association con sede en Memphis, Tennessee en 1985. Allí, tuvo un feudo con Chick Donovan y Big Bubba. El 4 de enero de 1987 derrotó a Big Bubba por el Campeonato Internacional Peso Pesado de AWA. El 20 de abril fue derrotado por Donovan, poniendo fin a su reinado a los 106 días. Durante este reinado, también participó en un torneo por el vacante Campeonato Peso Pesado Sureño de AWA, derrotando Tommy Rich, The Hunter y Goliath en su camino a la final, donde fue derrotado por Austin Idol. También desafiaría sin éxito a Nick Bockwinkel por el Campeonato Mundial Peso Pesado de AWA. Junto a Rocky Johnson, luego mantuvo el Campeonato en Parejas Sureño de AWA durante 28 días, hasta que fueron derrotados por Donovan y Jack Hart.

### World Wrestling Federation (1986–1994, 1995)

#### Guardaespaldas de Ted DiBiase (1987-1991)
Después de mudarse a World Wrestling Federation (WWF), apareció por primera vez luchando bajo el nombre de Lucius Brown en 1986. Su primer combate en WWF fue perder ante "Mr. Wonderful" Paul Orndorff en Salisbury, Maryland, el 17 de septiembre de 1986.
Jones luego redebutó en el verano de 1987 como Virgil, el guardaespaldas de «Million Dollar Man» Ted DiBiase. Virgil llevaba el dinero de DiBiase del que le gustaba hacer alarde y fue quien usualmente recibía una paliza de los enemigos de DiBiase mientras DiBiase escapaba del ring.
Virgil jugó un papel secundario importante en las historias de la cartelera principal de WWF a lo largo de 1988; incluidos algunos de los momentos más importantes de la historia de WWF; ayudando a Ted DiBiase y Andre The Giant durante el infame especial televisado The Main Event de NBC donde Hulk Hogan perdió el Campeonato Mundial Peso Pesado después de más de cuatro años como campeón, en el siguiente torneo por el vacante campeonato en WrestleMania IV y en el evento principal del SummerSlam inaugural. En SummerSlam 1988, Virgil estaba en la esquina de André the Giant y Ted DiBiase como The Mega Bucks contra Hulk Hogan, el campeón Randy Savage y Miss Elizabeth como The Mega Powers.
A lo largo de 1989-1991, Virgil luchó ocasionalmente contra los rivales de DiBiase como una especie de «portero»; si los oponentes de este lograban derrotar a Virgil, se les concedería una lucha contra el propio DiBiase.
Virgil fue cada vez más humillado por DiBiase y finalmente se volvió contra él, golpeándolo con su propio cinturón del Campeonato del Millón de Dólares en el Royal Rumble en enero de 1991, convirtiéndolo en face. Después de hacerse amigo y entrenar con Roddy Piper, derrotó a DiBiase por cuenta fuera en WrestleMania VII y lo derrotó por el Campeonato del Millón de Dólares no autorizado el 26 de agosto de 1991 en SummerSlam. Perdió el Campeonato del Millón de Dólares ante DiBiase en noviembre de 1991 como resultado de la interferencia externa del The Repo Man. En Survivor Series 1991, Virgil estaba en el equipo de Roddy Piper con Bret Hart y el British Bulldog perdiendo contra Ric Flair, Ted DiBiase, The Warlord y The Mountie. Virgil fue descalificado junto con Hart y Piper después de ser sacado del ring durante una pelea con DiBiase y The Mountie al final del combate, perdiendo ante Ric Flair, que todavía estaba en el ring. En This Tuesday in Texas, The Repo Man y DiBiase derrotaron a Virgil y Tito Santana.

#### Varias historias (1992–1994, 1995)
Después de This Tuesday in Texas, Virgil abandonó su carrera como luchador individual y se hizo famoso por llevar unas inusuales medias de rayas rojas y blancas estilo caramelo. Entró al Royal Rumble de 1992 como participante #23 y fue eliminado por Hacksaw Jim Duggan; con una duración de 20 minutos y 45 segundos. En la edición del 22 de marzo de Wrestling Challenge, Sid Justice atacó a Virgil y le rompió la nariz después de que Virgil apareciera con otros luchadores para evitar que Sid Justice golpeara a David Wolfe después de su combate. Virgil se vio obligado a usar una mascarilla protectora para proteger su nariz mientras luchaba durante unos meses después de la lesión. En WrestleMania VIII, Virgil formó equipo con Big Boss Man, Sgt. Slaughter y Jim Duggan para derrotar a The Nasty Boys (Brian Knobbs y Jerry Sags), Repo Man y The Mountie. Virgil cubrió a Knobbs luego de una falta de comunicación con el talón. También apareció en un combate perdido contra Nailz en SummerSlam y también perdió ante Yokozuna en Survivor Series. Sin embargo, recibió una oportunidad por el Campeonato Mundial Peso Pesado de WWF de Bret Hart en el episodio del 21 de noviembre de 1992 de WWF Superstars. Virgil finalmente perdió tras rendirse ante el Sharpshooter de Hart. Después del combate, los dos se dieron la mano en señal de respeto.
Virgil comenzó 1993 apareciendo en el Royal Rumble de 1993 como el participante #6 y fue eliminado por el Berzeeker luego de durar 17 minutos y ocho segundos. Posteriormente, el tiempo de Virgil en el centro de atención comenzó a desvanecerse en 1993, pero permaneció en la cartelera de WWF, perdiendo ante Johnny Polo en una gira por Ontario en noviembre de 1993.
La última aparición de Virgil en un evento PPV de WWF fue el Royal Rumble donde fue un sustituto tardío de Kamala. Entró en el corredor como #10 pero fue eliminado por Diesel en 32 segundos. El último feudo notable de Virgil fue con Nikolai Volkoff que regresó en el verano de 1994. Volkoff no tuvo suerte y acababa de ser «comprado» por Ted DiBiase, lo que obligó a Volkoff a usar el símbolo «¢» en sus mallas. Virgil trató de persuadir a Volkoff de que esto era un error y trató de informarle sobre la historia abusiva de DiBiase, sin embargo Volkoff se negó y derrotó a Virgil en el episodio del 24 de julio de 1994 de WWF Superstars. Esta derrota fue un momento significativo en WWF en 1994, ya que el momento inició la formación del grupo de luchadores The Million Dollar Corporation de Ted DiBiase que pasarían al evento principal de WrestleMania XI. Este partido fue la última aparición televisiva de Virgil en WWF y dejó WWF en agosto de 1994.
Virgil regresó brevemente a WWF en mayo y junio de 1995 para combates en house shows contra Jean-Pierre LaFitte en el oeste de Canadá y el Medio Oeste de los Estados Unidos.

### World Championship Wrestling (1996-2000)

#### New World Order (1996-1999)
Después de dos años en la escena independiente, apareció en WCW como Vincent en 1996 como el quinto miembro de nWo original junto con Ted DiBiase. Se le asignó el papel de «Jefe de Seguridad» de nWo. Vincent, al igual que su papel de Virgil en la WWF, a menudo volvía a recibir la peor parte de las palizas de los luchadores de WCW mientras otros miembros de nWo se escapaban.
Como Vincent, Jones tuvo un éxito menor cuando llegó por primera vez a WCW, teniendo un breve período de ser invicto en combates en WCW Saturday Night. También solía servir de valet para los miembros de nWo; más notablemente junto a Ted DiBiase para las luchas por el título de Hollywood Hogan.
Después de que Ted DiBiase abandonó nWo, Vincent comenzó a acompañar a Scott Norton, Scott Steiner, Konnan y Brian Adams al ring.
El primer combate en PPV de Vincent con WCW fue en WCW World War 3 de 1997 en la battle royal del mismo nombres, donde llegó a los ocho finalistas antes de ser eliminado por The Giant con la ayuda de Diamond Dallas Page. También luchó en Starrcade 1997, cuando formó equipo con Scott Norton y Randy Savage para derrotar a The Steiner Brothers y Ray Traylor.
En 1998, nWo se dividió; y Vincent permaneció leal a la facción blanco y negro original liderada por Hollywood Hulk Hogan, que ahora también se llamaba «nWo Hollywood». Ayudó a la facción en sus disputas con nWo Wolfpack y The Warrior. Con frecuencia hacía equipo con el nuevo recluta de nWo Hollywood, Stevie Ray, y lo acompañaba al ring durante la mayoría de sus combates.
En noviembre de 1998, volvió a luchar en battle royal en World War 3 en nombre del grupo nWo Hollywood.
Después de Starrcade 1998, las facciones nWo Hollywood y Wolfpac se reunieron y formaron dos escuadrones: nWo Wolfpac o nWo Red & Black, también conocido como nWo Elite, mientras que Vincent fue degradado a ser parte de nWo Black & White; conocido también como el «B-Team» de nWo con The Giant, Brian Adams, Curt Hennig, Horace Hogan, Scott Norton y Stevie Ray. Los miembros de nWo B-Team comenzaron a competir sobre quién sería el líder del equipo. El sábado 13 de febrero de 1999 en WCW Saturday Night antes de su combate con Johnny Swinger; Vincent pidió un micrófono y cambió su nombre a Vince y comenzó otra racha ganadora. Vince tuvo una nueva actitud arrogante y trató de impresionar a Hollywood Hulk Hogan por el control de nWo B-Team. Vince comenzó a pelear con su principal rival Stevie Ray sobre quién sería el líder de nWo Black & White/B-Team, pero finalmente perdió en Uncensored 1999, lo que convirtió a Stevie Ray en el líder de facto. La cuestión de quién era el líder de nWo B-Team persistió y el 5 de abril de 1999 se llevó a cabo una battle royal de 4 hombres en Nitro para determinar finalmente quién sería el líder. Vince fue eliminado primero por Bryan Adams y Stevie Ray volvió a ganar. Vince terminó permaneciendo en nWo B-Team como el último miembro restante de nWo original. En el transcurso de 1999, ambos escuadrones de nWo se redujeron a medida que un miembro tras otro abandonaban lentamente con el paso del tiempo, dejando irónicamente solo a Vince como el único miembro y último líder de facto de nWo original antes de que la facción se disolviera definitivamente en octubre de 1999. Nunca volvió a unirse a nWo cuando esta regresó como nWo 2000, también conocido como nWo Silver & Black.

#### The West Texas Rednecks, The Powers That Be y Mr. Jones (1999-2000)
En octubre de 1999, después de que nWo se disolviera, Jones cambió su nombre a Curly Bill y se unió a The West Texas Rednecks con Curt Hennig, Barry Wyndham, Kendal Wyndham y Bobby Duncan Jr.
Cuando Vince Russo fundó «The Powers That Be» y en diciembre de 1999, cambió el nombre de Jones a Shane y lo convirtió nuevamente en un personaje de guardaespaldas para él y The Harris Brothers (conocidos brevemente como Creative Control).
A mediados de 2000, Jones se convirtió en Mr. Jones; el mánager de Ernest "The Cat" Miller, pero pronto fue reemplazado por una valet llamada Ms. Jones. Este fue el último personaje de Jones en WCW y luchó bajo su nombre real, Mike Jones, antes de dejar WCW a finales de 2000 y retirarse de la lucha libre profesional. Sólo unos meses después, WCW cerró y fue comprada por WWF.

### Retiro (2000-2020)
Jones se retiró de la competición activa en 2000. Comenzó a hacer apariciones nuevamente en 2006.
En abril de 2006, Jones realizó una gira por Asia para Armed Forces Entertainment. Luchó como Vincent de nWo para las tropas estadounidenses en Corea, Tokio, Guam y Honolulu, Hawaii.

##### Regreso a WWE (2010)
En el episodio del 17 de mayo de 2010 de Raw de Toronto, Ontario, Canadá; Jones regresó a WWE retomando su personaje de guardaespaldas Virgil, esta vez con Ted DiBiase, Jr.. Llevó a cabo todas sus antiguas acciones, como sostener las cuerdas abiertas para DiBiase y llevarle un micrófono cuando se lo piden. En el episodio del 14 de junio de Raw, Virgil y DiBiase estuvieron en una lucha por equipos contra Big Show y el anfitrión invitado de Raw, Mark Feuerstein. Después de que Virgil fuera cubierto y perdiera el combate, DiBiase le metió un billete de 100 dólares en la boca y lo abandonó. La semana siguiente, DiBiase primero se disculpó con Virgil, pero luego lo despidió y lo reemplazó con Maryse.

##### Otras promociones (2017-2020)
El 1 de diciembre de 2017, luchó en un combate para Preston City Wrestling (PCW) en Joey Janela's Big Top Adventure, celebrada en el Blackpool Tower Circus.
El 5 de abril de 2019, Virgil, vestido como el personaje Starman de NES Pro Wrestling, apareció en Joey Janela's Spring Break 3, donde derrotó Ethan Page.
A finales de 2020, Virgil hizo un cameo en el baile para un partido de baile en Talk'N ShopAMania 2, organizado por los The Good Brothers.

##### All Elite Wrestling (2019-2020)
De 2019 a 2020, Jones, bajo su antiguo nombre de ring de Soul Train Jones, comenzó a hacer apariciones recurrentes para All Elite Wrestling (AEW), como aliado de Chris Jericho y The Inner Circle. En el episodio del 6 de noviembre de 2019 de Dynamite, apareció en un video que se burlaba de una promo anterior de Cody Rhodes (con quien Jericho estaba peleando en ese momento). En la promo, Jones comparó los talentos de Jericho con los palitos de pan de Olive Garden como «ilimitados». En el episodio del 27 de noviembre de Dynamite, Jones comenzó el programa presentando a Jericho para la celebración de agradecimiento de Acción de Gracias de Chris Jericho para Le Champion, que finalmente fue interrumpida por SoCal Uncensored. En el episodio del 29 de abril de 2020 de Dynamite, Jones hizo un cameo durante el segmento Bubbly Bunch de Inner Circle, apareciendo en Manitoba Melee.

## Otras actividades

### Actuación

#### Cine
| Año  | Título                                                  | Papel    | Notas      |
| ---- | ------------------------------------------------------- | -------- | ---------- |
| 2014 | Bridge and Tunnel                                       | Kony     |            |
| 2015 | The Legend of Virgil & His Traveling Merchandise Tables | Él mismo | Documental |
| 2017 | (Romance) in the Digital Age                            | Kony     |            |
| 2017 | Sweet Daddy Siki                                        | Él mismo | Documental |

#### Televisión
| Año  | Título                                                        | Papel    | Notas                   |
| ---- | ------------------------------------------------------------- | -------- | ----------------------- |
| 1999 | Louis Theroux's Weird Weekends                                | Él mismo | Episodio: «Wrestling»   |
| 2004 | Penn & Teller: Bullshit!                                      | Él mismo | Episodio: «12-Stepping» |
| 2015 | The Special Without Brett Davis                               | Él mismo | Episodio: «Fuck Money»  |
| 2015 | The Nightly Show with Larry Wilmore                           | Él mismo | 2 episodios             |
| 2016 | The Edge and Christian Show That Totally Reeks of Awesomeness | Él mismo | 2 episodios             |

### Docencia
Jones tiene una licenciatura en matemáticas de la Universidad de Virginia y se convirtió en profesor de matemáticas en una escuela secundaria en Pittsburgh después de retirarse de la competencia de ring a tiempo completo en 2000.

### Resurgimiento en la cultura popular

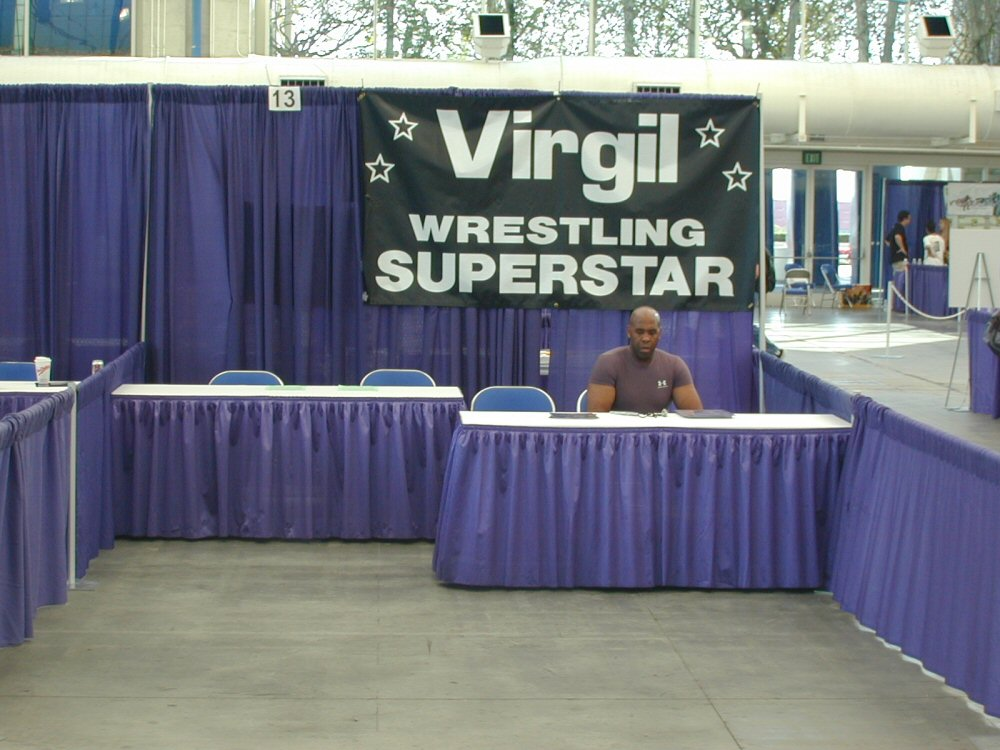
Jones en una convención en 2006, uno de los primeros ejemplos del meme Lonely Virgil («Virgil solitario»).

Después de la fama, Jones ha asistido a convenciones de fanes y se le ha visto en estaciones de metro vendiendo autógrafos. Como resultado, desde 2012, se han creado memes Lonely Virgil («Solitario Virgil») en los que los fanes publicaban fotos de él en convenciones sin nadie haciendo cola. Lonely Virgil fue creado originalmente por Sam Roberts del programa de radio Opie and Anthony.
En 2015, se lanzó un documental con Jones titulado The Legend of Virgil & His Travelling Merchandise Table, que analiza su carrera de lucha libre y el reciente aumento de las discusiones en las redes sociales en torno a él.

## Vida personal

### Controversia con Ted DiBiase
En una entrevista con ESPN.com en 2016, DiBiase reveló que él y Jones tuvieron una pelea porque Jones reservaba programas de lucha libre independientes para los dos sin el conocimiento de DiBiase, lo que llevó a DiBiase, sin saberlo, a no presentarse a los eventos. DiBiase tuvo que disculparse con las promociones por las ausencias involuntarias y tuvo que enfatizar que Jones no lo representa en las reservas.

### Leyendas urbanas
Desde los años 80 ha existido una leyenda urbana dentro de la industria de la lucha libre profesional de que el personaje de Jones, Virgil, era una referencia a Dusty Rhodes (cuyo nombre real es Virgil Runnels) como una broma interna que se rumoreaba que era idea de Bobby Heenan. Sin embargo, esto nunca ha sido confirmado y está en constante disputa por parte de Bruce Prichard, empleado de largo tiempo de WWE, quien estaba en el equipo de redacción en 1987 y niega el rumor. Prichard afirma que a otro empleado, Joel Watts, se le ocurrió el nombre y dijo que era una coincidencia. A pesar de que el chisme nunca se confirmó como cierto, el rumor nunca desapareció y, como resultado del rumor, WCW nombró a los personajes de guardaespaldas de Jones, Vincent/Vince y Shane, en referencia a Vince y Shane McMahon como una broma interna a su vez.

## Problemas de salud y muerte
El 16 de abril de 2022, Jones reveló que anteriormente había sufrido dos accidentes cerebrovasculares y le habían diagnosticado demencia. Un mes después, afirmó que le habían diagnosticado cáncer de colon en etapa dos. El 23 de febrero de 2024, fue diagnosticado con dos accidentes cerebrovasculares adicionales.
El 28 de febrero de 2024, Jones falleció en Canonsburg, Pensilvania, a los 72 años de edad, a causa de sus accidentes cerebrovasculares y demencia.

## Campeonatos y logros
- American Wrestling Association
  - AWA International Heavyweight Championship (1 vez)[25]
  - AWA Southern Tag Team Championship (1 vez) - con Rocky Johnson[26][27]
- New Jack City Wrestling
  - NJCW Heavyweight Championship (1 vez)[28]
- Pro Wrestling Illustrated
  - Clasificado en el puesto 74 de los 500 mejores luchadores individuales en el PWI 500 en 1992[29]
  - Clasificado en el puesto 483 de los 500 mejores luchadores individuales en los años de PWI en 2003[30]
- United States Wrestling League
  - USWL Intercontinental Championship (1 vez)[28]
- World Wrestling Federation
  - Million Dollar Championship (1 vez)[31]
- Wrestling Observer Newsletter
  - Best Gimmick (1996) - nWo
  - Feud of the Year (1996) New World Order vs.World Championship Wrestling